# Alois Jedliczka
Alois Jedliczka   (Kukleny, 14 de desembre de 1821 - Poltava, 1894) va ser un compositor ucraïnès i professor de música d'origen txec. El pare d'Ernst Jedliczka.

## Biografia
Nascut a la República Txeca. Va estudiar al Conservatori de Praga, sent estudiant de Dionysus Weber i Giovanni Battista Gordijani. El 1842 es va graduar al Conservatori de Praga i va arribar a Ucraïna. El 1845 va treballar com a professor de música a la finca dels magnats Rodzyankiv a la regió de Poltava. A Rodzyankiv va treballar el seu germà - Wentslav.
El 1848 Alois va ensenyar piano al Gymnasium masculí i a l'Institut de Noies Nobles; entre els seus alumnes hi havia la futura cantant d'òpera Alexandra Santagano. La base de l'activitat creativa va ser la col·lecció i processament de cançons populars ucraïneses. El resultat de l'enorme treball del compositor en aquesta direcció es considera la col·lecció de "100 petites cançons populars russes" (en 2 parts; editorials: M.I. Bernard (1861) i P. I. Jurgenson (1862)), que conté molts exemples valuosos de creativitat de cançó popular ucraïnesa. "Llits de flors d'Ucraïna" sobre els temes de les cançons favorites d'Ucraïna és un intent de l'autor de presentar la creativitat de la cançó popular ucraïnesa al piano. Potser, no és casualitat que A. Jedlychka anomeni la seva obra, perquè, com va assenyalar el famós musicòleg M. Gordiychuk, "les cançons populars...són flors". Va escriure la música a la famosa cançó "Hey I had a horse" (en paraules de Jacob Shovliv). A. Jedlychka és l'autor de la fantasia "Memòries de Poltava", va fer un editorial de música d'Opanas Markovich a "Natalka Poltavka" d'I. Kotlyarevsky.
Va morir a Poltava. Era pare del pianista ucraïnès-alemany Ernst Jedliczka (24 de maig (5 de juny) 1855, Poltava — 3 d'agost de 1904, Berlín).

## Font
- Aquest dia de la història[ enllaç no disponible a partir de juny de2019]
- Enciclopèdia Muzykalna: en 6 t. / Ed. I. V. Keldish. — M.: Mussols. 1000000000000000000: Mussols. compositor, 1973-1982.
- Bilousko O.A., Myroshnychenko V.I. Nova història de la regió de Poltava. El final del XVIII és a principis del segle xx. — Poltava: Oryana, 2003.